# Пирятин
Пиря́тин (укр. Пирятин) — город в Полтавской области Украины. Входит в Лубенский район. До 2020 года был административным центром упразднённого Пирятинского района, в котором составлял Пирятинский городской совет, в который, кроме того, входили сёла Верхояровка, Голобородько, Замостище, Заречье, Ивженки, Калинов Мост, Александровка, Ровное и Могилевщина.

## Географическое положение
Город Пирятин расположен на правом берегу реки Удай,
выше по течению на расстоянии в ~1 км расположены сёла Верхояровка, Ивженки и Замостище,
ниже по течению на расстоянии в 3 км расположено село Малая Круча,
на противоположном берегу — село Заречье.
Река в этом месте извилистая, образует лиманы, старицы и заболоченные озёра.

## Происхождение названия
Вокруг происхождения названия Пирятина существует несколько гипотез. Наиболее достоверной считается версия филолога Алексея Соболевского, согласно которой она происходит от слова «Пирята», сокращённого варианта имени киевского боярина Пирогоста, который владел поселением в районе современного Пирятина в XI—XII веках.

## История
Пирятин впервые упоминается в связи с событиями 1154 года в Лаврентьевской летописи. В конце 1154 года (ноябрь — декабрь) Глеб Юрьевич с половцами подошел к Переяславлю (город принадлежал его врагу Мстиславу Изяславичу), но не смог овладеть городом, и «безо всякого успеха пошел прочь и, отходя, взял с половцами город Пирятин». В черте города, на мысу при впадении р. Перевода в р. Удай, на правом берегу найдено городище. По данным В. Г. Ляскоронского, поселение состояло из двух укреплённых частей: Пирятинского детинца и окольного города.
В ходе монголо-татарского нашествия Пирятин был разрушен, но позднее восстановлен и в 1362 году — вошёл в состав Великого княжества Литовского.
После Люблинской унии 1569 года Пирятин вошёл в состав Речи Посполитой, около 1578 г. его владельцем стал шляхтич М. Грибунович-Байбуза.
В 1592 г. Пирятин перешёл в руки черкасского старосты магната Александра Вишневецкого. В этом же году королём Сигизмундом III городу дано магдебургское право и герб — на красном поле натянутый золотой лук со стрелой. А. Вишневецкий на месте старого Пирятина построил замок и город, который назвал Михайловом в честь своего отца. Но это название не прижилось.
В первой половине XVII в. Пирятином владел Иеремия Вишневецкий.
После начала в 1648 году восстания Хмельницкого Пирятин вошёл в состав Крапивенского полка и в 1654 году вошёл в состав Русского государства.

### 1654—1917
В 1658 году стал сотенным городком Лубенского полка.
Весной 1683 г. пожар уничтожил значительную часть города.
В ходе Северной войны жители Пирятина участвовали в боевых действиях против шведских войск (в том числе отразили атаку на город в ноябре 1708 года).
В 1781 году Пирятин стал уездным городом Киевского наместничества, в этом же году здесь был построен собор Рождества Пресвятой Богородицы.
В августе 1796 года город был передан в состав Малороссийской губернии и в 1802 году вошёл в Полтавскую губернию.
В 1887 году население города составляло 5260 жителей, здесь действовали 3 фабрики, 7 маслобоен, почтовая станция, 8 православных церквей и еврейский молитвенный дом, регулярно проходили ярмарки.
В 1898 году население города составляло 8449 жителей, здесь действовали 16 фабрик и заводов, 3 паровые мельницы, 3 училища (двухклассное городское, церковно-приходское и женское), частная библиотека, типография, земская больница, аптека и 3 церкви.

### 1918—1991
В январе 1918 г. в городе была установлена Советская власть, созданы ревком и уездком комсомола Украины (КСМУ).
В 1923—1930 годы Пирятин являлся районным центром Прилукского округа.
Во время Великой Отечественной войны в середине сентября 1941 года город пострадал от немецких бомбардировок, с 18 сентября 1941 до 18 сентября 1943 года Пирятин находился под немецкой оккупацией.
В 1955 году здесь действовали мебельная фабрика, мясокомбинат, масло-сыродельный завод, овощесушильный завод, кирпичный завод, несколько предприятий мукомольной и кооперативной промышленности, 4 средние школы, 2 семилетние школы, 2 библиотеки, Дом культуры, кинотеатр, клуб пионеров, стадион и два парка культуры и отдыха.
В 1971 году началась газификация города.
По состоянию на начало 1982 года здесь действовали сыродельный завод, овощесушильный завод, кирпичный завод, опытный специализированный завод, мясокомбинат, комбинат хлебопродуктов, мебельная фабрика, пищевкусовая фабрика, райсельхозтехника, райсельхозхимия, комбинат бытового обслуживания, 6 общеобразовательных школ, музыкальная школа, спортивная школа, больница, Дом культуры, кинотеатр, библиотека и историко-краеведческий музей, дом пионеров, станция юных техников и детская юношеская спортивная школа.
К началу 1990х годов Пирятин был известен как центр металлообрабатывающей и пищевой промышленности, а также производства мебели.

### После 1991
В мае 1995 года Кабинет министров Украины утвердил решение о приватизации находившихся в городе АТП-15343, опытного специализированного завода, мясокомбината, сырзавода, овощесушильного завода, райсельхозтехники и райсельхозхимии.
В 2002 году в помещениях прекратившего деятельность строительного управления СУ-26 был открыт цех по производству мебели ООО «Орион».
В октябре 2007 года Кабинет министров Украины утвердил решение о продаже 94 находившихся в городе зданий и сооружений вооружённых сил Украины (военные городки № 1, 12, 17 и 18).

## Население
В январе 1959 года численность населения составляла 15 203 человека.
В январе 1989 года численность населения составляла 18 119 человек.
По оценке на 1 января 2025 года численность населения составляла 16 560 человек.

### Языковой состав
Родной язык населения по данным переписи 2001 года:
| Язык       | Численность, чел. | Доля     |
| ---------- | ----------------- | -------- |
| Украинский | 15 468            | 93,41 %  |
| Русский    | 1 038             | 6,27 %   |
| Другие     | 54                | 0,32 %   |
| Итого      | 16 560            | 100,00 % |

## Экономика
- Пирятинский литейно-механический завод[20].
- Пирятинский сырзавод[21].
- Пирятинский комбинат хлебопродуктов[22].
- Пирятинский мясокомбинат[23].
- ООО «Пирятинский деликатес».
- ООО «Пирятинский комбикормовый завод».
- ООО «Конный завод „Авангард“».
- ОАО «Пирятинское АТП-15343».
- Пирятинское ремонтно-транспортное предприятие.

## Объекты социальной сферы
- Пирятинский лицей № 2.
- Школа № 1 I—II ст.
- Школа № 4.
- Школа № 6.
- Пирятинский филиал ЧВУЗ «Европейский университет».
- Пирятинский УВК.
- Дом детского и юношеского творчества.
- Районная больница и поликлиника.
- Пирятинский народный историко-краеведческий музей
- Зона отдыха — остров Масальский на реке Удай.
- Пирятинский ипподром.
- Пирятинский психоневрологический дом-интернат.

## Транспорт
- Станция Пирятин Южной железной дороги.
- Автостанция № 1 (трасса Киев—Харьков)

Рядом проходят автомобильные дороги М-03, Т-2501 и Р-60.

## Достопримечательности

### Женская гимназия

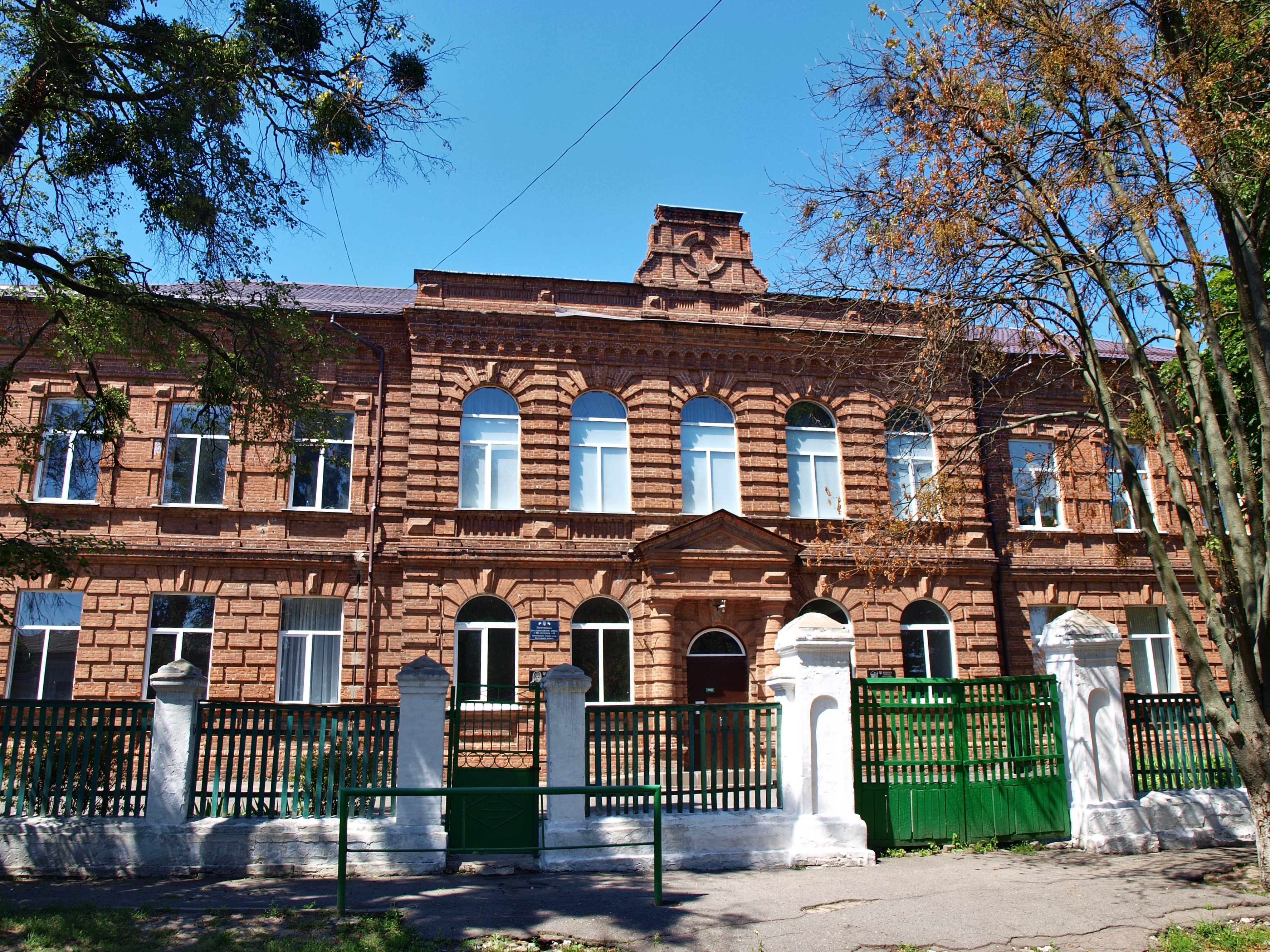
Женская гимназия

Здание женской гимназии расположено по улице Красноармейской, 2 а. Женская гимназия начала свою работу 1 сентября 1907 года. В ней в то время были три начальные классы и 1 подготовительный класс. Через какое-то время в гимназию уже поступали дети для 8 классов обучения. Последний, 8 класс, был педагогическим. В самом начале работы гимназии, помещения для неё арендовались, но с 1914 года постоянно стало использоваться здание на Красноармейской, в то время — Бородинской улице. В гимназии существовали квартиры для учениц, были светлые просторные классные комнаты, работала библиотека. Ученики вносили определённую плату за свое обучение, которая составляла 50, 75 или 120 рублей в год. Частично финансирование учебного заведения шло от государства. В 1917 году в женской гимназии было 434 ученицы. Среди них были дочери чиновников, казаков, духовенства, мещан, купцов. Они изучали рисование, математику, русский, иностранные языки, географию и другие предметы.

### Памятник Василию Ремеслу
Памятник Василию Ремеслу был установлен в городе Пирятине Полтавской области в 1982 году. Василий Ремесло был учёным Академии Наук СССР, дважды получал звание Героя Социалистического Труда, стал заслуженным деятелем науки УССР, получил Ленинскую премию и Государственную премию УССР. Пирятин был выбран местом установки памятника не случайно — Василий Ремесло родился в Пирятинском районе. Во время работы директором Мироновского института селекции и семеноводства пшеницы, Василий Ремесло был занят разработкой новых методов селекции, и смог добиться успеха в этом. Он вывел 17 новых сортов озимой пшеницы.
Василий Ремесло был селекционером и агрономом ВАСХНИЛ.
Памятник Василию ремеслу создали скульпторы В. В. Сухенко и А. П. Витрык, а архитекторами стали Ю. Чеканюк и Ю. Набок. Для изготовления памятника использовалась бронза, его постамент изготовили их гранита.
Высота постамента 2,8 метра.

### Собор Рождества Богородицы

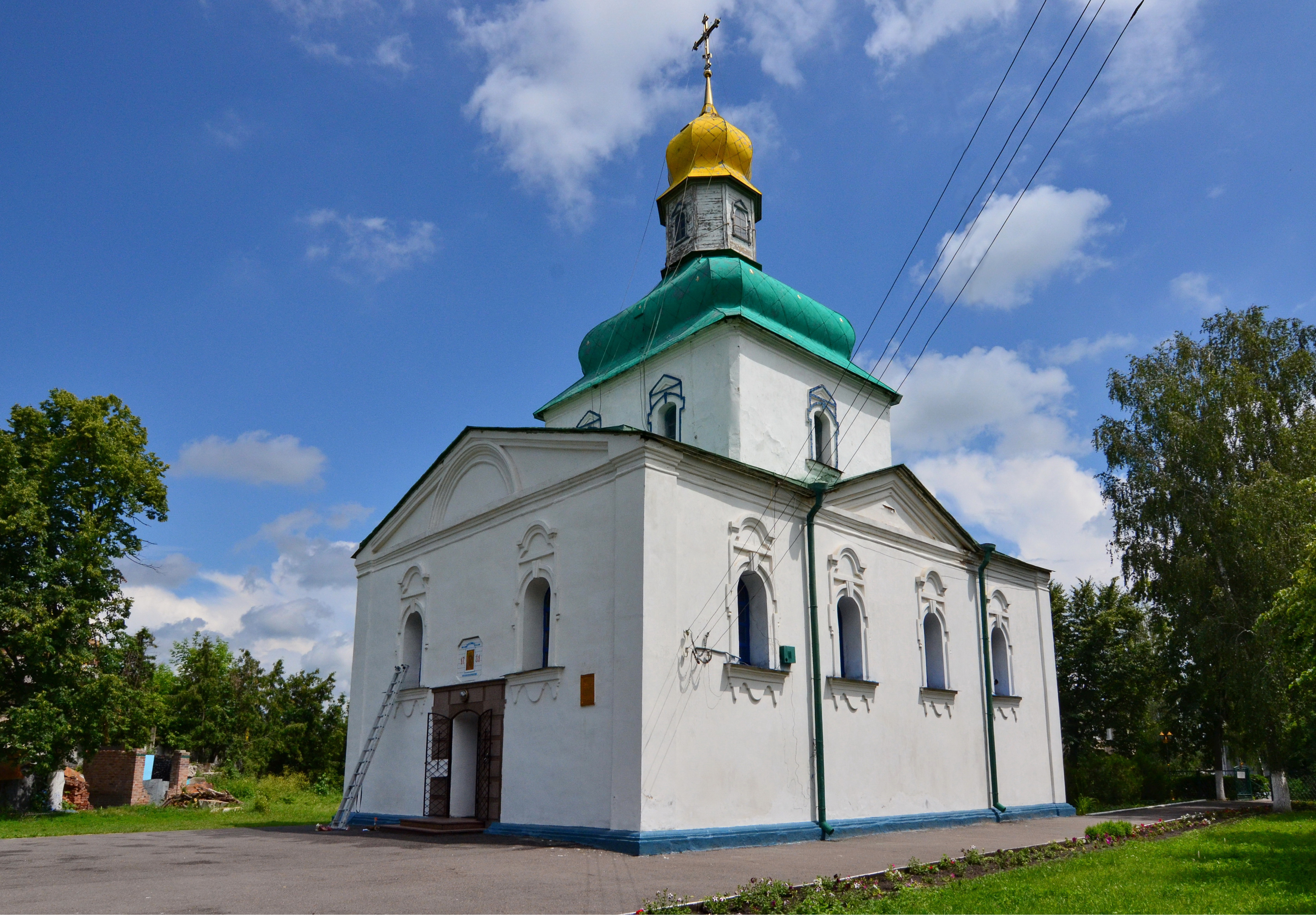
Собор Рождества Богородицы

В Пирятине до наших времен сохранился православный храм, построенный в 1781 году. Сейчас он обладает статусом памятника архитектуры регионального значения. Собор Рождества Богородицы был построен Андреем Ильченком — полковым есаулом, который инициировал строительство и выделил деньги на материалы. Собор построили в стиле украинского барокко, для его строительства использовали камень. Здание храма вытянутое в оси с востока на запад. Стены украшает сложный рисунок. Своды перекрывают алтарь и притвор собора. Со временем храм был расширен из-за увеличения численности прихожан. Были достроены деревянные сооружения, с последующей облицовкой кирпичом. В начале 1960-х годов, колокольню собора разобрали. Крест с купола церкви был снят. Православный храм закрыли и стали использовать как складское помещение, а с 1980 по 1990 годы здесь был Пирятинский краеведческий музей. Затем храм вновь открыли и провели его реставрацию. Настоятель собора — Михаил Алексеевич Цико.

### Мужская гимназия

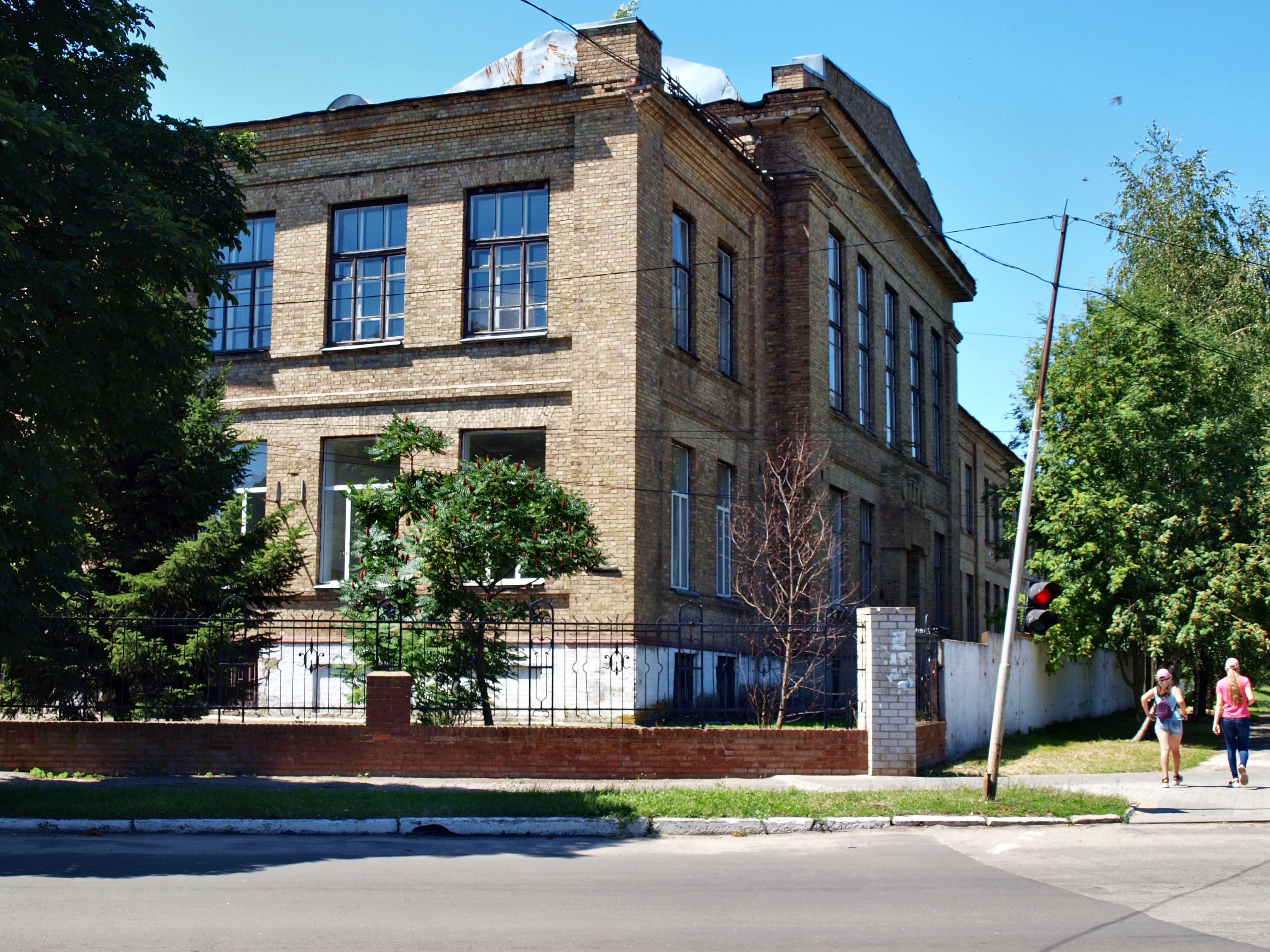
Мужская гимназия

Мужская гимназия в Пирятине начала свою работу в 1912—1913 учебных годах. Под её нужды был выделен дом, строительством которого занялся уездный архитектор Хитрин. Это здание сохранилось до нашего времени по адресу: улица Красноармейская, 4. Открытию гимназии предшествовала длительная работа. 7 сентября 1907 года во время проведения земского собрания рассматривалось заявление И. В. Волошина в котором было сказано, что в Пирятине необходимо создать мужскую гимназию. 1 марта 1909 года было организовано частное совещание, на котором обсудили точное число желающих обучаться и от родителей учеников приняли заявления. Начался поиск на должность руководителя гимназии. Учебное заведение было рассчитано на 131 место и по состоянию на 15 марта 1909 года поступило 107 заявлений. 23 марта 1909 года полтавским губернатором был утвержден устав общества для устройства и содержания Пирятинской классической гимназии. 22 марта 1912 года попечитель Киевского учебного округа П. Зилов согласился на открытие гимназии и осенью она начала свою работу.

### Пирятинский народный историко-краеведческий музей

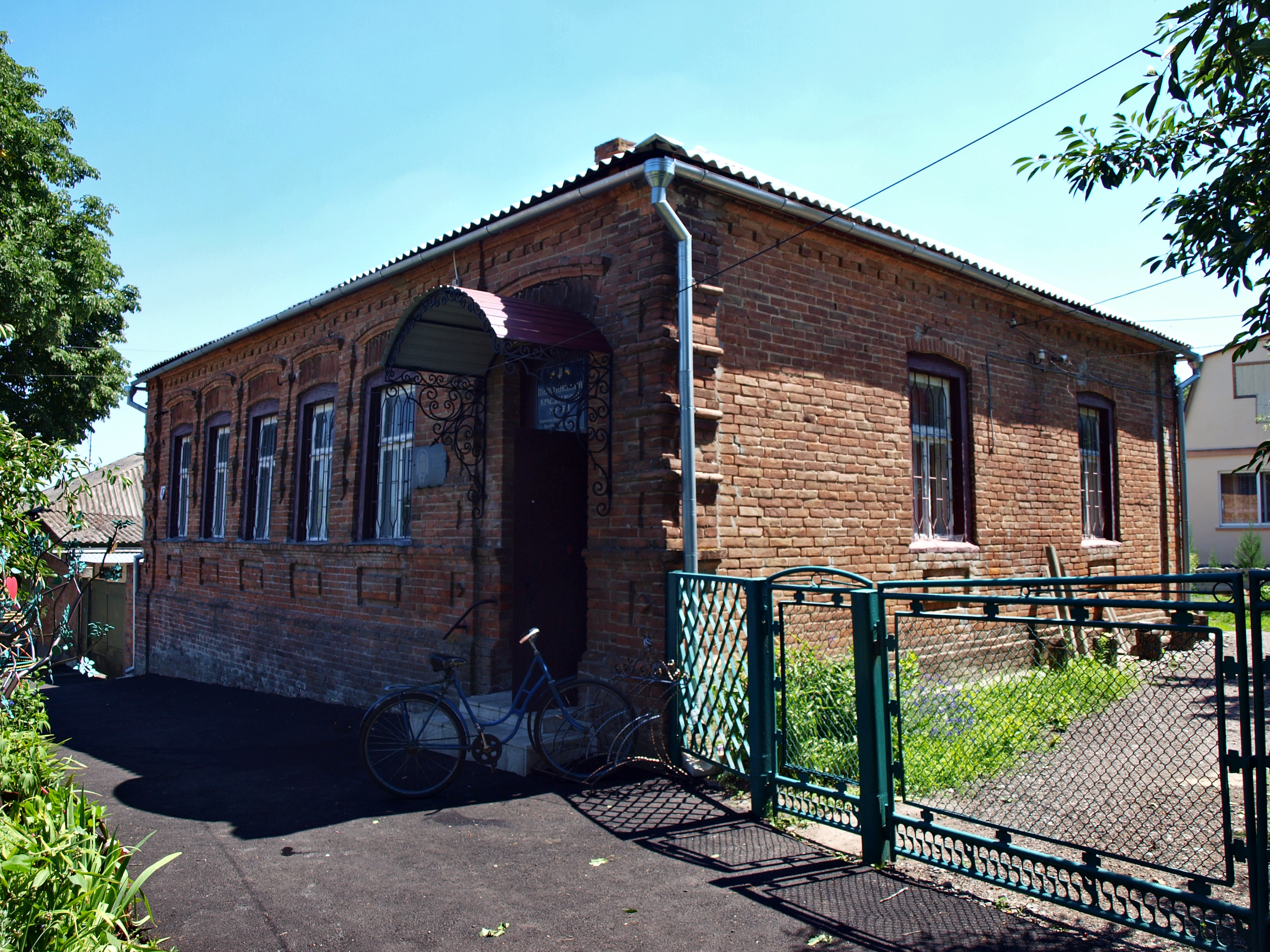
Народный историко-краеведческий музей

Пирятинский народный историко-краеведческий музей находится на улице Пушкина, 47. Музей начал свою работу в 1967 году, но вначале находился в другом здании на улице Ленина, 33. Затем музей занимал помещение Собора Рождества Богородицы, а когда храм открыли — переехал в здание на Пушкина, 47. В этом доме когда-то жили дворяне Гаркуш-Згурские. Экспозиция музея занимает 5 залов, общая площадь которых составляет 160 метров квадратных. Данные относительно количества экспонатов отличаются, по одним данным это 2000, по другим — 3000 экспонатов. В то же время фонды музея насчитывают 12000 экспонатов. Тематика экспонатов музея относится к Пирятину, его жителям и всему, что с этим связано. Среди тех, кто родился в Пирятине, есть археологи, депутаты, этнографы и академики — про них есть информация в музее. Есть также экспозиция с лепной посудой, керамическими изделиями, изделиями из металла, украшениями, монетами, находками. Первый зал музея отведен для экспонатов, которые показывают исторические моменты от каменного века до 1900 года в Пирятине, во втором зале экспонаты, которые относятся к эпохе от 1900 года до Великой Отечественной войны. В третьем зале — все, что касается боевых подвигов. Четвёртый зал — национальный быт. Пятый зал — новая история, XXI век. Районный музей стал народным в 1993 году. Среди интересных экспонатов музея — восьмиперный жезл из бронзы, датированный первой половиной XVII века и письмо, автором которого был атаман Запорожской Сечи Петр Калнышевский. В музее есть женские украшения — дукачи, которые изготавливались в XVIII—XIX веках. Вначале в музее было 5 дукачей, затем в коллекции появилось ещё 9 украшений.

### Водонапорная башня

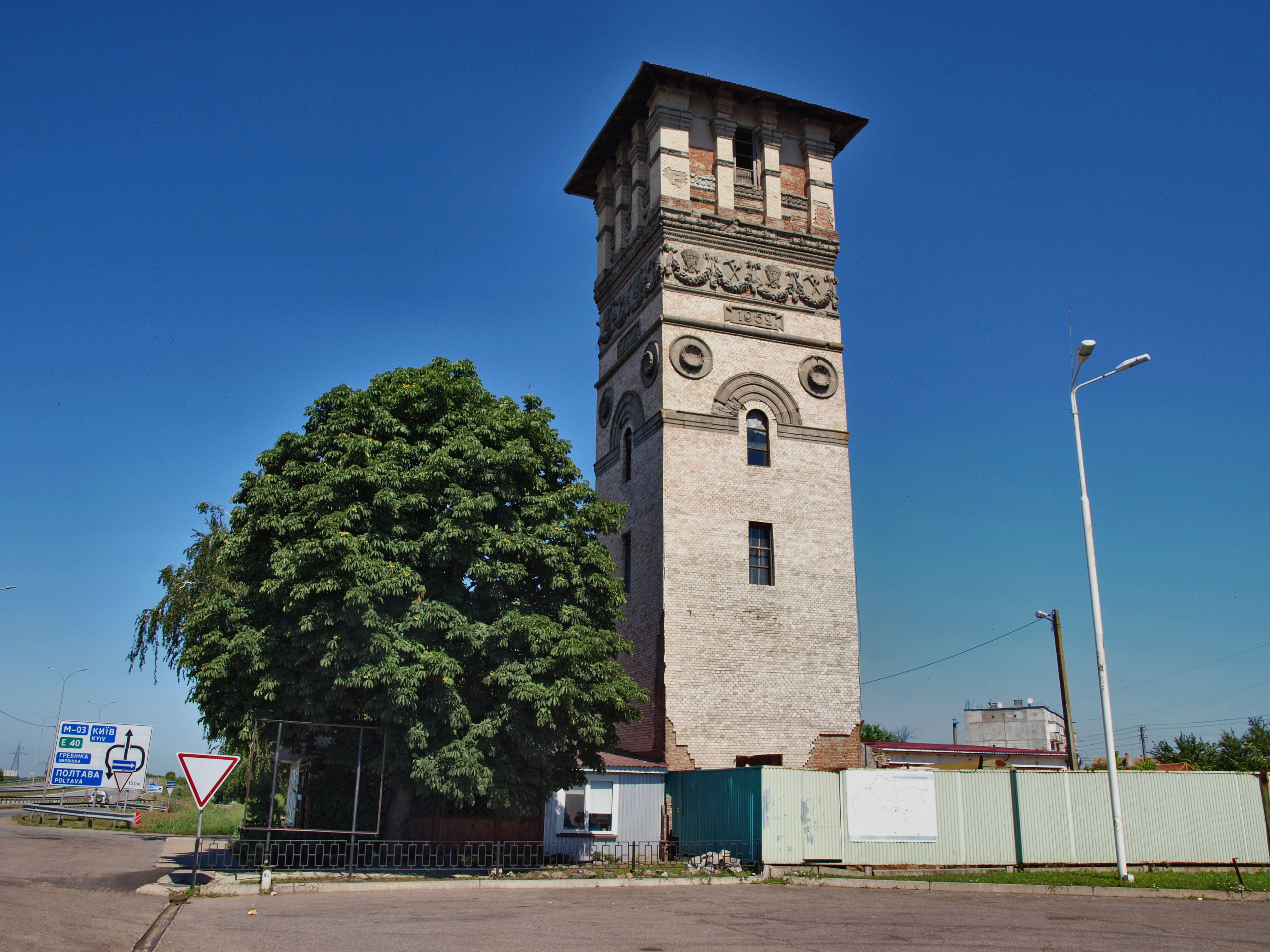
Водонапорная башня

Водонапорная башня одна из самых знаменитых достопримечательностей Пирятина. Башню построили в 1951 году для нужд города, по другим данным она была построена в 1952 году. Строительством башни занимались пленные немцы.. В качестве строительного материала использовали красный кирпич и плитку. Под водонапорной башней на глубине 75 метров есть скважина. В 1959 году фотография башни появилась на страницах первого тома Украинской Советской энциклопедии. В 1960-х возле неё снимали фильм «Королева бензоколонки», башня часто попадала в кадр и обрела известность. Высота башни — 30 метров, её видно при въезде в город со стороны Киева или Полтавы. Пирятинская башня упоминается в пятнадцатом томе «Советской потребительской кооперации» в 1971 году. В 2002 году башню предлагали снести из-за её аварийного состояния, в 2004 году башню купил торговый дом «Полтаванефтепродукт». В планах — проведение реставрации. Башня нуждается в восстановительных работах, потому что она значительно покосилось в сторону.

### Дом культуры
Дом культуры был построен на месте старого собора. Строительство началось в 1964 году. В 1967 году районный Дом культуры начал работать, вместительность зрительного зала составляет 700 человек. Сейчас при Доме культуры работают разные кружки, районная и детская библиотека. В 2000 году руководить учреждением стал Сергей Козин. Пирятинский районный дом культуры — место проведения отчетных концертов любительских коллективов и отдельных исполнителей. 7 ноября 2017 года Дом культуры отметил пятидесятилетие с момента начала работы. При Доме культуры работает хоровой коллектив самодеятельности «Пирятин», которым руководит Владимир Лукенко и народный хоровой коллектив клуба «Ветеран» под руководством Алексея Миленко.

### Мемориал Вечной Славы

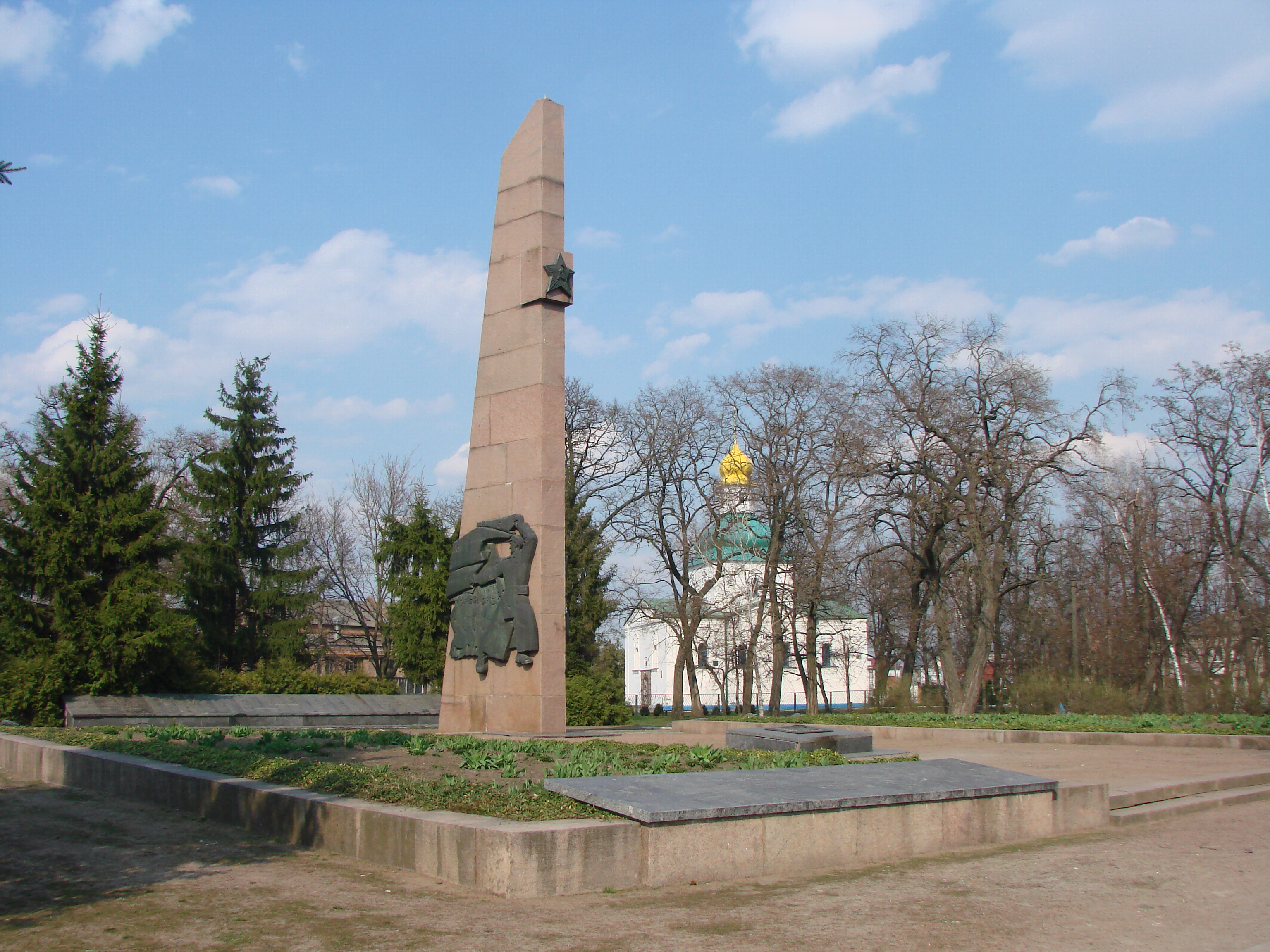
Мемориал Вечной Славы в Пирятине

Мемориал Вечной Славы в Пирятине построили для увековечивания памяти солдат, которые погибли во время Великой Отечественной войны. Мемориал открыли 18 сентября 1978 года. Он разместился на площади Карла Маркса в городском сквере. По другим источникам, мемориал был размещен на площади Борцов Революции. Над мемориалом работали В. Г. Гнездилов, Кулябко-Корецкая. Создатели мемориала сделали семнадцатиметровый гранитный обелиск, который возвышается над братскими могилами. По бокам от него расположены бронзовые барельефы. На одном из этих барельефов есть изображение красногвардейцев, крестьян и рабочих, которые защищают власть.

## Дополнительная информация
- На автостанции № 1 снимался фильм «Королева бензоколонки»[40][41].
- Считали, что, возможно, в Пирятине родился легендарный богатырь Алёша Попович[уточнить]